# Przepustowość kanału
Przepustowość, pojemność kanału – rzeczywista szerokość pasma zmierzona o określonej porze dnia przy użyciu określonych tras sieciowych i podczas transmisji siecią określonych zbiorów danych.
Pojęcie to jest często stosowane jako synonim maksymalnej ilości informacji, jaka może być przesyłana przez dany kanał komunikacyjny w jednostce czasu. Czasami używane jest określenie „szybkość” (na przykład sieci komputerowej), które jest błędne, ponieważ przepustowość dotyczy liczby transmitowanych bitów, a nie zmiany fizycznego położenia jakiegoś obiektu, w jednostce czasu.
Przepustowość mierzona jest w bitach na sekundę (b/s lub bps, od ang. bits per second) lub, rzadko, w bajtach na sekundę (B/s lub Bps) i ich wielokrotnościach: kb/s, Mb/s, Gb/s, kB/s, MB/s. W praktyce spotykane są zarówno prefiksy dziesiętne (k = 1000, M = 1 000 000), jak i binarne (K = 1024, M = 1 048 576).
Ze względu na tę samą jednostkę przepustowość często mylnie utożsamia się z przepływnością. Ta druga jest miarą chwilowego natężenia strumienia danych, natomiast ta pierwsza stałym parametrem toru lub kanału telekomunikacyjnego.

## Wyznaczanie pojemności kanału
Graniczną pojemność kanału wylicza się na podstawie twierdzenia Shannona:
{\displaystyle C=W\cdot {\text{log}}_{2}\left(1+{\frac {S}{N}}\right),}
gdzie:
{\displaystyle C} – to przepustowość kanału w (b/s),
{\displaystyle W} – szerokość pasma podawana w [Hz],
{\displaystyle {\frac {S}{N}}} – stosunek mocy sygnału do szumu (obie wartości podawane w skali liniowej).

## Przepustowość w różnych dziedzinach komputerowych
Zastosowania znajduje się w dziedzinach, takich jak sieci komputerowe gdzie daje możliwość porównania wydajności sieci lokalnych (LAN ang. local area network) oraz rozległych (WAN ang. wide area network). Używana jest zarówno w sieciach kablowych, jak i w transmisjach bezprzewodowych w systemach opartych na Wi-Fi, LTE lub 5G
W chmurach obliczeniowych przepustowość ma duży wpływ na jakość komunikacji między komponentami. Ogólnie w systemach rozproszonych, gdzie dane są przechowywane na wielu serwerach, przepustowość między serwerami może być kluczowa dla poprawnego działania aplikacji, w szczególności odpowiednio szybkiego synchronizowania danych. Przykładem mogą być niektóre systemy oparte na generatywnej sztuczna inteligencja, które wymagają szybkiej transmisji danych między serwerami do uczenia i zachowania spójności.

## Optymalizacja przepustowości
Optymalizacja przepustowości to proces poprawienia zdolności przesyłania pakietów danych przez kanał. W telekomunikacji obejmuje ono stosowanie m.in. kompresji danych co zmniejsza samą objętość danych. Stosowane również jest kodowanie korekcyjne, które polega na dodawaniu nadmiarowych bitów kontrolnych do przesyłanych danych, co zwiększa objętość danych, ale ułatwia zarówno wykrycie jak i korekcję błędów, co zmniejsza prawdopodobieństwo retransmisji informacji (efektywnie zmniejszając szum w systemie przesyłowym).